# Robert Munsch
Robert Norman Munsch (ur. 11 czerwca 1945 w Pittsburghu, Pennsylvania, Stany Zjednoczone) – kanadyjski autor literatury dziecięcej tłumaczony z angielskiego na wiele języków. Pierwszy tytuł dostępny po polsku ukazał się we wrześniu 2012 roku: Księżniczka w papierowej torbie.

## Życiorys
Robert Munsch uzyskał licencjat z historii z Uniwersytetu Fordham w 1969 roku, magisterium z antropologii z Boston University w 1971 roku i magistra edukacji z pedagogiki z Tufts University w 1973 roku. W toku studiów rozpatrywał przystąpienie do zakonu Jezuitów, lecz po przepracowaniu kilku lat w domach dziecka i przedszkolach zdecydował się na pracę z dziećmi.
W 1975 roku podjął pracę w przedszkolu przy Uniwersytecie Guelph w mieście Guelph, w prowincji Ontario w Kanadzie. Był też wykładowcą na Wydziale Studiów Pedagogicznych Uniwersytetu Guelph. W pracy zachęcano go by opublikował swoje historie, które opowiadał dzieciom. Jego pierwsze opowiadanie dla dzieci „Mud Puddle” ukazało się w 1979 roku.
Wraz z żona, państwo Munsch, są rodzicami trojga zaadoptowanych dzieci: Julie, Andrew, Tyya. W 2008 roku Robert Munsch miał wylew krwi do mózgu. Po okresie rekonwalescencji odzyskał umiejętność mówienia w stopniu dostatecznym by wrócić do przedstawień na żywo i recytacji swych opowiadań.Nie zdołał jeszcze powrócić do swej kariery pisarskiej.
Często występował na festiwalach książek dziecięcych, w szkołach podstawowych i w trasach autorskich. Znany był z występów w szkołach w niewielkich i odludnych społecznościach.
Najpopularniejsze opowiadania Roberta Munscha to Księżniczka w papierowej torbie (The Paper Bag Princess), 1980, wyd. pol. 2012, Love You Forever (1986) i Something Good (1990). W sumie wydał ponad 50 opowiadań.
Ogromną popularnością cieszą się zbiory opowiadań „Munschworks” (1998 – 2002). Według Publishers Weekly Munsch jest w czołowce bestselerowych książek dla dzieci: sprzedał ponad 7 milionów egzemplarzy swych książek.
Książki Munscha ukazały się także po arabsku, chińsku, francusku, grecku, hebrajsku, hiszpańsku, japońsku, koreańsku, niderlandzku, niemiecku, rosyjsku, szwedzku.

## Nagrody i odznaczenia
W 1999 odznaczony Orderem Kanady. W 2009 dostał gwiazdę na Canada’s Walk of Fame w Toronto. W tymże roku nazwano jego nazwiskiem szkołę podstawową w Whitby w prowincji Ontario.

## Adaptacje filmowe
- Zwariowana gromadka (ang. A Bunch of Munsch) – kanadyjski serial animowany emitowany w latach 1991–1992.